# Сангвал Сурасаранг, Иосиф
Иосиф Сангвал Сурасанг (тайск. ยอแซฟ สังวาลย์ ศุระศรางค์, 25.08.1935 г., Тамбон Накхок, провинция Аюттхая, Таиланд) — католический прелат, епископ Чиангмая с 17 октября 1986 года до 10 февраля 2009 год.

## Биография
Иосиф Сангвал Сурасаранг родился 25 августа 1935 года в населённом пункте Тамбон Накхок, провинция Аюттхая, Таиланд. 22 декабря 1962 года был рукоположён в священника.
17 октября 1986 года Римский папа Иоанн Павел II назначил Иосифа Сангвала Сурасанга епископом Чингмая. 6 января 1987 года состоялось рукоположение Иосифа Сангвала Сурасаранга в епископа, которое совершил Римский папа Иоанн Павел II в сослужении с кардиналами Эдуардо Мартинесом Сомало и Хосе Томасом Санчесом.
10 февраля 2009 года вышел в отставку.